# Kwitnewe (obwód wołyński)
Kwitnewe (ukr. Квітневе do 1954 Babie, Бабє) – wieś na Ukrainie, w obwodzie wołyńskim, w rejonie rożyszczeńskim.
Pod koniec XIX w. wieś w powiecie łuckim, w gminie Szczurzyn.